# Personer i Sverige födda i Eritrea
Till personer i Sverige födda i Eritrea räknas personer som är folkbokförda i Sverige och som har sitt ursprung i Eritrea. Enligt Statistiska centralbyrån fanns det 2018 i Sverige sammanlagt cirka 42 300 personer födda i Eritrea. Siffran innefattar inte personer födda före 1993 då Eritrea var en del av Etiopien. 2019 bodde det sammanlagt 61 615 personer i Sverige som antingen var födda i Eritrea eller hade minst en förälder som var det. Eritreaner är den näst största (efter somalier) utrikes födda gruppen från Afrika i Sverige år 2018 enligt Statistiska centralbyrån.

## Historik
1982 bildades Eritreanska riksförbundet. Eritreaner som kommit före 1993 till Sverige är registrerade som medborgare från Etiopien, eftersom Eritrea blev självständigt från Etiopien 1993. De första eritreanerna kom till Sverige under 1980-talet och flydde då från kriget mellan Etiopien och Eritrea som varade till 1991.
2018 rapporterades att många unga män och pojkar flyr från den auktoritära och militariserade regimen i Eritrea till Sverige på grund av den obligatoriska nationaltjänsten som beskrivs som "slavliknande", då den är på obestämd tid för både män och kvinnor. Många tjänstgör mer än 20 år för en svältlön. En del har bland annat flytt till Sudan för att sedan ta sig över Medelhavet till Europa med hjälp av smugglare. Bortsett från den obligatoriska nationaltjänsten flyr många från politiskt förtryck och ekonomisk misär.
I september 2017 rapporterade SR Kaliber den eritreanska Tewahdo-kyrkan i Sverige bedrev spionage mot eritreanska flyktingar i landet för den eritreanska diktaturens räkning. Tewahdo-kyrkan är ett av de samfund som får svenska statsbidrag genom Nämnden för statligt stöd till trossamfund.

## Svenskar med eritreansk bakgrund
Den 31 december 2015 fanns utöver de 28 616 personerna födda i Eritrea 7 964 personer som var födda i Sverige men hade eritreansk bakgrund eller ursprung, enligt Statistiska centralbyråns definition:
- Personer födda i Sverige med båda föräldrarna födda i Eritrea: 4 633
- Personer födda i Sverige med fadern född i Eritrea och modern i ett annat utländskt land: 1 645
- Personer födda i Sverige med modern född i Eritrea och fadern i ett annat utländskt land: 1 537
- Personer födda i Sverige med fadern född i Eritrea och modern i Sverige: 267
- Personer födda i Sverige med modern född i Eritrea och fadern i Sverige: 924

Av de 28 616 personer som var födda i Eritrea var 15 892 män (55,5 %) och 12 724 kvinnor (44,5 %). Motsvarande siffra för den 31 december 2000 var 3 054, varav 1 601 män (52,4 %) och 1 453 kvinnor (47,6 %).
Den 31 december 2015 fanns 25 097 personer i Sverige som hade eritreanskt medborgarskap och saknadeI  ett svenskt sådant.

## Åldersfördelning
Åldersfördelningen bland personer födda i Eritrea boende i Sverige. Siffror från Statistiska centralbyrån enligt den 31 december 2015:
| År               | Antal  | %       |
| ---------------- | ------ | ------- |
| 31 december 2015 |        |         |
| 0–14 år          | 2 486  | 8,69 %  |
| 15–24 år         | 6 644  | 23,22 % |
| 25–54 år         | 17 229 | 60,21 % |
| 55–64 år         | 1 606  | 5,61 %  |
| 65+ år           | 651    | 2,27 %  |

## Historisk utveckling
| Eritreanska medborgare utan svenskt medborgarskap i Sverige 1993–2015                                                     | Eritreanska medborgare utan svenskt medborgarskap i Sverige 1993–2015 | Eritreanska medborgare utan svenskt medborgarskap i Sverige 1993–2015 | Eritreanska medborgare utan svenskt medborgarskap i Sverige 1993–2015 | Eritreanska medborgare utan svenskt medborgarskap i Sverige 1993–2015 |
| --- | --------------------------------------------------------------------- | --------------------------------------------------------------------- | --------------------------------------------------------------------- | --------------------------------------------------------------------- |
| |                                                                       |                                                                       |                                                                       |                                                                       |
| År |                                                                       |                                                                       | Folkmängd                                                             |                                                                       |
| 1993 | 1993                                                                  |                                                                       | 18                                                                    |                                                                       |
| 1994 | 1994                                                                  |                                                                       | 119                                                                   |                                                                       |
| 1995 | 1995                                                                  |                                                                       | 348                                                                   |                                                                       |
| 2000 | 2000                                                                  |                                                                       | 965                                                                   |                                                                       |
| 2005 | 2005                                                                  |                                                                       | 1 751                                                                 |                                                                       |
| 2010 | 2010                                                                  |                                                                       | 6 417                                                                 |                                                                       |
| 2011 | 2011                                                                  |                                                                       | 8 365                                                                 |                                                                       |
| 2012 | 2012                                                                  |                                                                       | 10 003                                                                |                                                                       |
| 2013 | 2013                                                                  |                                                                       | 12 808                                                                |                                                                       |
| 2014 | 2014                                                                  |                                                                       | 18 012                                                                |                                                                       |
| 2015 | 2015                                                                  |                                                                       | 25 097                                                                |                                                                       |
| Anm.: Befolkning den 31 december respektive år. Personer med dubbelt medborgarskap, varav det ena svenskt, inräknas inte. |                                                                       |                                                                       |                                                                       |                                                                       |

| Personer i Sverige födda i Eritrea 2000–2024    | Personer i Sverige födda i Eritrea 2000–2024 | Personer i Sverige födda i Eritrea 2000–2024 | Personer i Sverige födda i Eritrea 2000–2024 | Personer i Sverige födda i Eritrea 2000–2024 |
| ----------------------------------------------- | -------------------------------------------- | -------------------------------------------- | -------------------------------------------- | -------------------------------------------- |
|                                                 |                                              |                                              |                                              |                                              |
| År                                              |                                              |                                              | Folkmängd                                    |                                              |
| 2000                                            | 2000                                         |                                              | 3 054                                        |                                              |
| 2001                                            | 2001                                         |                                              | 3 465                                        |                                              |
| 2002                                            | 2002                                         |                                              | 3 943                                        |                                              |
| 2003                                            | 2003                                         |                                              | 4 353                                        |                                              |
| 2004                                            | 2004                                         |                                              | 4 743                                        |                                              |
| 2005                                            | 2005                                         |                                              | 5 371                                        |                                              |
| 2006                                            | 2006                                         |                                              | 6 066                                        |                                              |
| 2007                                            | 2007                                         |                                              | 6 769                                        |                                              |
| 2008                                            | 2008                                         |                                              | 7 775                                        |                                              |
| 2009                                            | 2009                                         |                                              | 8 963                                        |                                              |
| 2010                                            | 2010                                         |                                              | 10 301                                       |                                              |
| 2011                                            | 2011                                         |                                              | 11 994                                       |                                              |
| 2012                                            | 2012                                         |                                              | 13 735                                       |                                              |
| 2013                                            | 2013                                         |                                              | 16 592                                       |                                              |
| 2014                                            | 2014                                         |                                              | 21 827                                       |                                              |
| 2015                                            | 2015                                         |                                              | 28 616                                       |                                              |
| 2016                                            | 2016                                         |                                              | 35 142                                       |                                              |
| 2017                                            | 2017                                         |                                              | 39 081                                       |                                              |
| 2018                                            | 2018                                         |                                              | 42 300                                       |                                              |
| 2019                                            | 2019                                         |                                              | 45 734                                       |                                              |
| 2020                                            | 2020                                         |                                              | 47 156                                       |                                              |
| 2021                                            | 2021                                         |                                              | 48 278                                       |                                              |
| 2022                                            | 2022                                         |                                              | 49 213                                       |                                              |
| 2023                                            | 2023                                         |                                              | 49 639                                       |                                              |
| 2024                                            | 2024                                         |                                              | 49 704                                       |                                              |
| Anm.: Befolkning den 31 december respektive år. |                                              |                                              |                                              |                                              |